# Trichoscypha longifolia
Trichoscypha longifolia là một loài thực vật có hoa trong họ Đào lộn hột. Loài này được (Hook. f.) Engl. miêu tả khoa học đầu tiên năm 1881.